# Sciastes extremus
Sciastes extremus is een spinnensoort in de taxonomische indeling van de hangmatspinnen (Linyphiidae).
Het dier behoort tot het geslacht Sciastes. De wetenschappelijke naam van de soort werd voor het eerst geldig gepubliceerd in 1967 door Herman Theodor Holm.